# Ernst Haar

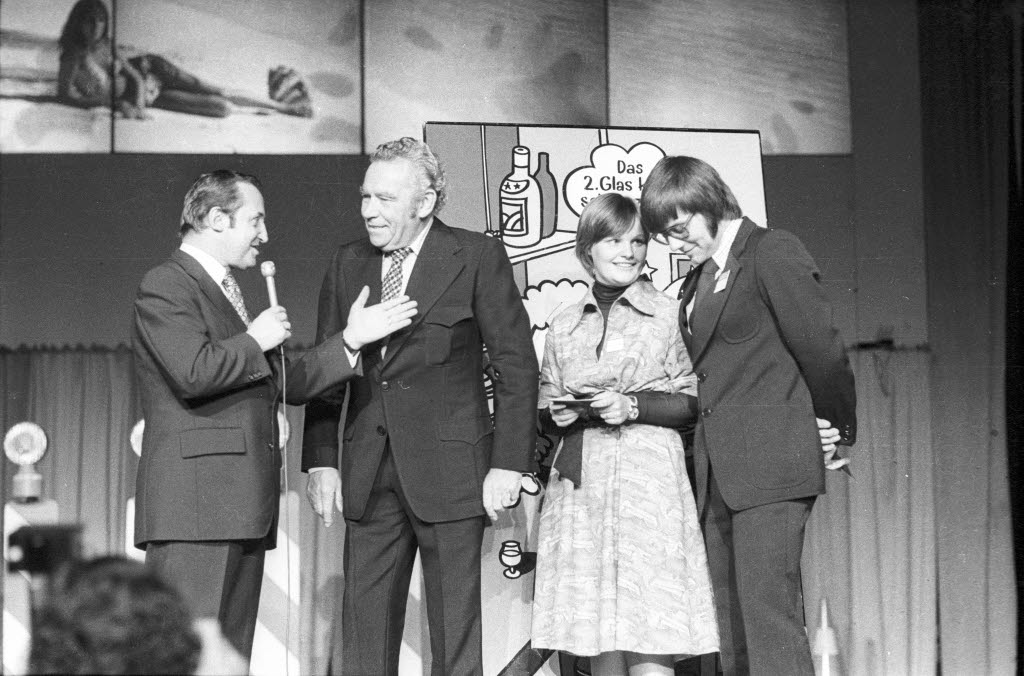
Abschlussfeier in der Kieler Ostseehalle. Übergabe des Großen Preis des Abends an ein Ehepaar aus Lampertheim durch den Staatssekretär Ernst Haar (1. v. l.) und den Showmaster Peter Frankenfeld (2. v. l.), 1975

Ernst Haar (* 26. Januar 1925 in Birkach bei Stuttgart; † 25. Mai 2004 in Frankfurt am Main) war von 1979 bis 1988 Vorsitzender der GdED, Mitglied des DGB-Bundesvorstands und von 1965 bis 1990 Mitglied des Deutschen Bundestags. 
Nach der Rückkehr aus der Kriegsgefangenschaft arbeitete er bis 1949 als Bankkaufmann und war von 1950 an bei der Gewerkschaft der Eisenbahner Deutschlands (GdED, heute Eisenbahn- und Verkehrsgewerkschaft) tätig. Von 1959 bis 1972 war er Bezirksleiter der GdED und von 1979 bis 1988 deren Bundesvorsitzender. 1986 wurde er Vizepräsident der Internationalen Transportarbeiter-Föderation.
1950 trat Haar in die SPD ein, 1954 wurde er Bezirksbeirat in Stuttgart-Ost und Mitglied des SPD-Kreisvorstands. Von 1960 bis 1972 war er Kreisvorsitzender der SPD Stuttgart, 1969 wurde er Mitglied des SPD-Landesvorstands. Als Mitglied der SPD-Fraktion gehörte er dem Stuttgarter Gemeinderat von 1959 bis 1965 an, wo er sich unter anderem im Verwaltungsausschuss und Wirtschaftsausschuss engagierte. 
Von 1972 bis 1979 war Ernst Haar Parlamentarischer Staatssekretär unter den Post- und Verkehrsministern Georg Leber und Kurt Gscheidle. Von 1982 bis 1990 war er Vizepräsident des Verwaltungsrats der Deutschen Bundesbahn. 1976 erhielt er das Verdienstkreuz 1. Klasse, 1978 das Große Verdienstkreuz und 1986 das Große Verdienstkreuz mit Stern des Verdienstordens der Bundesrepublik Deutschland.

## Werke
- als Herausgeber mit Rainer Graichen: Vorfahrt für Arbeitnehmer. Alternativen zur Verkehrspolitik. Straße, Eisenbahn, Binnenschiffahrt. Courier, Stuttgart 1983, ISBN 3-7663-0548-4.

## Einzelnachweis
1. ↑  Bekanntgabe von Verleihungen des Verdienstordens der Bundesrepublik Deutschland. In: Bundesanzeiger. Jg. 31, Nr. 45, 6. März 1979.